# Генрі Йогансен
Генрі Йогансен (норв. Henry Johansen, 21 липня 1904, Осло — 29 травня 1988, Осло) — норвезький спортсмен. Зокрема відомий як футболіст, що грав на позиції воротаря за клуб «Волеренга», а також національну збірну Норвегії.
По завершенні ігрової кар'єри — тренер.

## Футбольна кар'єра
У дорослому футболі дебютував 1923 року виступами за команду клубу «Волеренга», кольори якої і захищав протягом усієї своєї кар'єри гравця, що тривала двадцять чотири роки. 
1926 року дебютував в офіційних матчах у складі національної збірної Норвегії з футболу. Протягом кар'єри у національній команді, яка тривала 13 років, провів у формі головної команди країни 48 матчів.
Брав участь у футбольному турнірі літніх Олімпійських ігор 1936 в Берліні, де норвежці неочікувано здолали у чвертьфіналі господарів, збірну Німеччини, а згодом, лише у додатковий час програвши майбутнім олімпійським чемпіонам збірній Італії, у грі за бронзові нагороди здолали збірну Польщі. У складі збірної також був учасником чемпіонату світу 1938 року у Франції.

## Кар'єра тренера
1944 року, продовжуючи грати на полі, на деякий час очолював тренерський штаб клубу «Волеренга». Згодом повертався на тренерський місток своєї рідної команди, якою керував протягом 1949 року.
Помер 29 травня 1988 року на 84-му році життя у місті Осло.

## Інші види спорту
Як і багато інших атлетів початку XX сторіччя, активно займався відразу декількома видами спорту — крім футболу відомий своїми досягненнями як тенісист, стрибун з трампліна, а також гравець у хокей та хокей з м'ячем.

## Титули і досягнення
- Бронзовий олімпійський призер: 1936